# Primeiro-ministro da União Soviética
Primeiro-ministro da União Soviética (em russo: Глава правительства СССР, transl. Glava pravitel'stva SSSR) é o termo comumente usado por historiadores para nomear entre 1923 e 1946 o Presidente do Conselho de Comissários do Povo da URSS(Председатель Совета Народных Комиссаров СССР, transl. Predsedatel' Soveta Narodnykh Komissarov SSSR) e entre 1946 e 1991, o Presidente do Conselho de Ministros da URSS (Председатель Совета Министров СССР, transl.Predsedatel' Soveta Ministrov SSSR) (1946-1991), que era o chefe de governo na União Soviética. As três denominações são intercambiáveis em grande medida, mesmo respondendo a épocas diferentes e embora as reformas, leves, que sofreram.

## História

### Presidente do Conselho de Comissários do Povo
Após a vitória da Revolução de Outubro de 1917 foi estabelecido um Conselho de Comissários do Povo (Sovnarkom) como órgão de governo do novo Estado que estava a emergir na Rússia encabeçado pelo Partido Operário Social-Democrata Russo. Em 1922, na sequência do Tratado de Criação da União Soviética, o Conselho ganhou uma Presidência, que foi ocupada pela primeira vez por Lenin, nomeado já em 1923. Lenin, líder da Revolução, ocupou o cargo durante pouco mais de um ano, até à sua morte em 1924, momento em que o posto vacante foi ocupado por Aleksei Rykov, até então Comissário do Povo dos Assuntos Internos.
A Constituição Soviética aprovada em 1924 veio a estabelecer, no seu artigo 38, os poderes, funções e deveres do Conselho de Comissários do Povo e da sua Presidência, e também a supervisão de ambas as instituições pelo Comité Executivo Central do Partido. Por enquanto, a oposição de Rykov, como membro da fação mais moderada do Partido, a algumas das políticas lideradas pelo Partido obrigou-o a demitir seis anos mais tarde, em 1930[1], sendo substituído por Viatcheslav Molotov.
Molotov foi o responsável pela execução das medidas de estruturação económica socialista lançadas pelo então Secretário Geral do Partido, Iosif Stalin: entre elas, a implementação do Primeiro Plano Quinquenal, que colocou como prioridades a industrialização e a coletivização agrária, e que renderam os primeiros grandes avanços económicos da União Soviética. Em 1941, o seguinte a ser nomeado Presidente do Conselho de Comissários do Povo foi o próprio Stalin, que concentrou deste modo as duas principais responsabilidades políticas na União Soviética: a presidência do Conselho de Comissários do Povo e a Secretaria Geral do Partido Comunista, usufruindo assim uma posição de fortaleza para dirigir o país durante a denominada Grande Guerra Patriótica, isto é, a Segunda Guerra Mundial.

### Presidente do Conselho dos Ministros
Em 1946, pouco depois da vitória dos Aliados sobre o nazismo, Stalin promoveu uma remodelação do Conselho dos Comissários do Povo[2], que passou a denominar-se Conselho dos Ministros. Consequentemente, o título da presidência também foi atualizado. Após a morte de Stalin em 1953, o cargo recaiu na figura de Georgiy Malenkov, um dos considerados homens fortes do Partido e próximo do seu antecessor. Contudo, o confronto com Nikita Khrushchev, particularmente após oXX Congresso do Partido Comunista e o início da política conhecida como "desestalinização", fez com que Malenkov fosse substituído por um homem da confiança de Khrushchev em Fevereiro de 1955: Nikolai Bulganin. Bulganin apoiou inicialmente a desestalinização, mas a sua proximidade inicial a Khrushchev foi reduzindo-se conforme o Secretário Geral do Partido avançava o seu programa de liberalização económica e abertura pró-ocidental no cenário da Guerra Fria. O confronto chegou ao ponto de Bulganin ser acusado de fazer parte do denominado Grupo Antipartido, uma fração de dirigentes do PCUS oposta a Khrushchev conformada, entre outros, por dois ex-presidentes do Conselho dos Ministros: Molotov e Malenkov.
Finalmente, Khrushchev obrigou Bulganin a se demitir e ocupou o cargo em 27 de Março de 1958, concentrando novamente os dous cargos políticos de maior poder na União Soviética[3]. A resposta da nomenklatura foi um decreto que proibia a concentração de ambos os cargos, o que obrigou Khrushchev a demitir de ambos, sendo substituído como Presidente do Conselho dos Ministros por Aleksei Kosygin e como Secretário-Geral do Partido por Leonid Brezhnev.
A nova direção da União Soviética, formada por Kosygin e Brezhnev paralisou em grande medida as políticas de Khrushchev, e lançou até três reformas económicas (1965, 1973 e 1979) que desembocaram na denominada Era da Estagnação da economia soviética[4]. No entanto, uma nova Constituição foi aprovada em 1977, assentando claramente a responsabilidade do Presidente do Conselho dos Ministros como cabeça do governo da URSS, e conferindo-lhe a máxima influência política desde a sua posição executiva. O Presidente era responsável perante o Soviete Supremo da URSS, e, nos períodos entre sessões do Soviete Supremo, era responsável perante o seu Presidium. Ainda, o Presidente era o responsável pela economia socialista, formulada através dos Planos Quinquenais, e do desenvolvimento sociocultural socialista.
A retirada de Kosygin produziu-se em 1980, dois meses antes do seu falecimento. O seguinte Presidente do Conselho dos Ministros foi Nikolai Tikhonov[5], que continuou a linha de Kosygin durante os últimos anos de Brezhnev e também durante os curtos mandados de Iuri Andropov e Konstantin Tchernenko, e ainda durante os primeiros momentos de Mikhail Gorbatchovcomo Secretário Geral do PCUS.
Em Setembro de 1985, Tikhonov foi substituído por Nikolai Ryzhkov, que apoiou as reformas de Gorbatchov para reavivar e reestruturar a economia soviética por meio da descentralização e da recuperação da liderança tecnológica. Porém, os intentos de Gorbatchov para finalmente introduzir elementos de livre mercado na economia encontrou a resistência de Ryzhkov[6], que foi demitido em Janeiro de 1991 na sequência de uma reforma do Conselho dos Ministros[7].

### Primeiro-ministro da União Soviética
A reforma dos Conselho dos Ministros foi pouco além de uma mudança de nome, que passou a ser o de Gabinete dos Ministros. Consequentemente, o cargo de Presidente do Conselho dos Ministros foi substituído pelo de Primeiro-ministro da União Soviética. Após a remoção de Ryzhkov, o primeiro a ser nomeado nesse cargo foi Valentin Pavlov, que levou para a frente uma nova reforma monetária desastrosa[8] aos interesses económicos da URSS, levando-o a convocar o Comité Estatal de Emergência que deveria depor Gorbatchov em 19 de Agosto. O fracasso do golpe e a revelação de que a maioria do gabinete estava envolvida levou ao arresto de Pavlov[9] e a mais uma remodelação do cargo, que foi ocupado por Ivan Silaiev, finalmente incapaz[10] de evitar o colapso da União Soviética.

## Primeiros-Ministros da União Soviética

### Presidente do Conselho de Comissários do Povo da URSS
- Vladimir Ilyich Lenin: 30 de dezembro de 1922 - 21 de janeiro 1924
- Aleksei Ivanovich Rykov: 2 de fevereiro de 1924 - 19 de dezembro de 1930
- Viatcheslav Mikhailovich Molotov: 19 de dezembro de 1930 - 6 de maio de 1941
- Iosif Vissarionovich Stalin: 6 de maio de 1941 - 15 de março de 1946

### Presidente do Conselho de Ministros da URSS
- Iosif Vissarionovich Stalin: 15 de março de 1946 - 5 de março de 1953
- Georgi Maximilianovich Malenkov: 6 de março de 1953 - 8 de fevereiro de 1955
- Nikolai Alexandrovich Bulganin: 8 de fevereiro de 1955 - 27 de março de 1958
- Nikita Sergeevich Khrushchev: 27 de março de 1958 - 14 de outubro de 1964
- Alexei Nikolaevich Kossygin: 15 de outubro de 1964 - 23 de outubro de 1980[1]
- Nikolay Alexandrovich Tikhonov: 23 de outubro de 1980 - 27 de setembro de 1985[2]
- Nikolai Ivanovich Ryzhkov: 27 de setembro de 1985 - 14 de janeiro de 1991

### Primeiro-Ministro da URSS
- Valentin Pavlov: 14 de janeiro de 1991 - 22 de agosto de 1991
- Ivan Silaiev: 6 de setembro de 1991 - 26 de dezembro de 1991[3]